# 1998年公眾利益披露法令
《1998年公眾利益披露法令》（英語：Public Interest Discloure Act of 1998；c.23）是英国议会于1998年通过的一项法令，旨在保护吹哨人免受其雇主的报复行为。由于各种财务丑闻和事故频发，再加之公共生活标准委员会的报告，理查德·谢泼德（Richard Shepherd）向议会提交该法案并得到政府的支持，前提是该法案成为《1996年僱傭權利法令》的修正案。1998年7月2日，该法案获得御准，并于1999年7月2日生效。该法案保护雇员对于某些类型信息的披露行为，包括非法活动或环境污染的证据。若事后雇员遭雇主报复，例如解雇或刻意剥夺晋升机会，雇员可以向劳资法庭提请诉讼并寻求赔偿。
在此之后，更多公司建立了内部吹哨程序，但在接受访问的雇员中，只有38%受访者反应其公司拥有此种程序。此法案备受批判， 因其并未强制雇佣者执行该政策，也没有任何规定使雇员免受被“列入黑名单”的风险。另外，该法也并未免除雇员遭受诽谤诉讼的风险，即使此种指控可能原本就不成立。
《公眾利益披露法令》包含一项雇主与雇员之间的保密协议（NDA），该协议通常指雇员有权因不明原因失去工作而得到补偿。但受该协议保护的雇员仍有权在法律保护下进行披露，即吹哨（to blow the whistle）有证据表明一些雇佣者利用保密条款对吹哨人进行骚扰或歧视以使其保持沉默，暗示雇员他们无权吹哨，向法庭举报，甚至与警察、医生或治疗师等讨论。由此，2019年相关部门在商讨后追加对保密条款的限制。

## 背景
在此条法令之前，英国（UK）并没有任何保护措施可以避免吹哨人被雇主无缘由解雇。吹哨人可以援引公众利益为抗辩理由来避免雇佣者以机密泄露为由的诉讼，但这并不能防止工作场所中微妙或公开的报复行为，包括纪律处分，解雇无法升职或加薪。
如果雇员可以在安全的环境下公开表明自己的担忧，一系列员工的健康和安全事故本可以避免。这一现象加之一系列金融丑闻和公共生活标准委员会的推动，导致在1990年代初期到中期对吹哨人提供保护的呼声渐高。
在1995年和1996年，托尼·赖特（Tony Wright）和唐·图希格（Don Touhig）分别向议会提出了两项涉及吹哨人的议员法案，但均告失败。 此后，理查德·谢泼德（Richard Shepherd）提议将此类法案作为1996年《就业权利法》的修正案，而非开拓一片新的法律领域。这使得他得到了政府的支持。Public Concern at Work是一家总部位于英国的吹哨人慈善组织。该组织参与了该法案的起草和磋商阶段。除此之外，格雷厄姆·平克（Graham Pink）案也增加了出台吹哨人保护法律的压力。
《公共利益披露法》由谢泼德于1997年提交至英国下议院，并于同年12月12日进行第二次宣读后，进入下议院审查阶段。在下议院通过之后，该法案于1998年4月27日移交至上议院并于同年6月29日获得通过，随后于7月2日获得御准，并最终成为现在的1998年《公共利益披露法》。该法案原定于1999年1月1日生效，而最终于1999年7月2日成为适用法律（applicable law）。

## 内容
本法案第一节为《1996年就业权益法》新增了第43节（A至L），并以“受保护的披露”命名。该节内容规定，吹哨人对其雇佣者的揭发受到法律保护，雇佣者可以是某种“规定法人”，比如在进行法律咨询的过程中，雇佣者可以是 内阁阁员，也可以是任何由 国务大臣 所任命者，在另外一些限定情况下，雇佣者可以是“任何法人”。此外，吹哨人的揭发必须有理有据，揭发的内容必须涉及以下之一：刑事犯罪、未履行法律义务、审判不公、威胁雇员人身安全、危害环境或隐瞒任何与上述行为有关的消息。揭发的内容并非一定要是机密信息，同时公共利益辩护依然有效。而且这一节所规定的揭发还可以是对任何已经发生、正在发生或未来将要发生的信息的揭露。经由 Miklaszewicz v Stolt Offshore Ltd,劳工诉讼法庭 确认，揭发可以在法案生效之前进行，此举足以应对雇主原打算在法案生效后做出的解雇等其他迫害行为。
“规定法人”名单可见于1999年的《公众利益披露（规定人员）条令》,，名单仅包括官方机构，以及英国健康与安全执行局、英国数据保护登记处、公会认证官、英国环境署、工业与贸易大臣。当一个雇员“善意地揭发”上述人员之一，并“有理有据地认为其所揭发的不当行为......是基于被举报人属于规定人员，且相关信息大体属实”。其它的规定人员还有苏格兰环境保护署, 涉及某些“会给环境造成实际或潜在影响的举措或疏漏......包括造成污染”。
法案第二节新增了第47B小节，规定如果一个雇员做出了上述披露，他/她不得因此在劳动关系中遭受任何伤害，这包括采取某些负面行为或妨害员工的权利，比如惩戒、免职、不予以加薪、阻止访问某些设施等。如果一个雇员被因进行披露而被卸任，其免职将被自动视作不公正行为。同样的，第六节规定，一个雇员不得仅仅因为其进行披露而在 裁员 时被优先考虑。这些章节均考量了第七节的内容，即雇员的披露不受其年龄和工作时长的限制，均可生效。.
第八节规定，对于如何补偿遭到解雇的披露者，国务大臣可通过一份法定文件来陈述相关规则和限制。在该法定文件出台之前，按第九节规定，可提供一些与其它非正当解聘案件所采用的相同的临时补救办法。如今，国务大臣已经出台了这份文件，即1999年的《公众利益披露（补偿）法规》，同时因 1999年的《雇佣关系法》第44节的规定，前述第八节业已废止。第十节规定，该法案适用于所有王室雇员，除了第十一节规定的那些 军情五处、军情六处 或 政府通信总部 的工作人员。按第十二、十三节规定，该法案不适用于在职警官和在英国国外就职的人员。

## 评价和影响
特里·科宾（Terry Corbin）在《刑法与正义周刊》上写道，该法案的确立使得越来越多的雇主在内部建立了问题上报流程，一方面是希望在这些问题在被公之于众之前得到修复，另一部分原因是，如果雇员选择不使用这些程序，而是根据1998年法案行事，那么雇主更有可能将其视为“不合理”行为。但是，根据吹哨人公益组织——职场公共关怀——所做的一项调查显示，在2010年，只有38％的受访者为有吹哨人政策的公司工作，只有23％的人知道有对吹哨人的法律保护。从1999/2000年到2008/9年，吹哨人向就业法庭提起的案件数量从157起增加到1,761起，涨幅达到了十倍以上。
戴维·刘易斯（David Lewis）在《工业法杂志》（Industrial Law Journal）中撰文，着重指出了该项立法中的不足。首先，他认为该法律没有强制雇主制定有关披露的政策。其次，对于此前某行业中的吹哨人，该法案也没有规定雇主不得将其“列入黑名单”和拒绝雇用。该项法案的复杂性也使其饱受质疑。比如，当揭露的信息被证明是不正确时，该雇员可能会被雇主以诽谤罪起诉。该法律也没有涉及到志愿者、个体经营者，以及那些在举报过程中有刑事犯罪的吹哨人。此外，据研究表明，举报行为经常会给吹哨人造成心理创伤。而该项法律没有任一条款涉及这一现象。

## 引用
1. 1 2   (PDF). UK Department for Business, Energy & Industrial Strategy. March 2019  [2020-02-26]. （原始内容存档 (PDF)于2019-07-24）.
2. ↑  Rianna Croxford. . BBC News. 17 April 2019  [2020-02-26]. （原始内容存档于2020-11-29）.
3. ↑  Gunasekara (2003) p.43
4. ↑  . Local Government Chronicle. 3 March 1999.
5. ↑  Gunasekara (2003) p.41
6. 1 2  Lewis (1998) p.325
7. ↑  . Mondaq Business Briefing (Macfarlanes, UK). 21 July 1999.
8. ↑  [2001] IRLR 656(EAT)
9. ↑  . Employment Law Bulletin (Sweet & Maxwell). 2002, 47 (2). ISSN 1352-2159.
10. ↑  Lewis (2005) p.125
11. ↑  Craig (1999) p.2
12. ↑  Craig (1999) p.3
13. ↑  Lewis (1998) p.328
14. 1 2  Lewis (1998) p.329
15. ↑  . LexisNexis.   [5 February 2011].[永久]
16. ↑  Corbitt (2003) p.3
17. ↑  Lewis (2010) p.1
18. ↑  Lewis (1998) p.330
19. ↑  Gobert (2000) p.38
20. ↑  Gobert (2000) p.46